# Xã Minnie, Quận Grant, Bắc Dakota
Xã Minnie (tiếng Anh: Minnie Township) là một xã thuộc quận Grant, tiểu bang Bắc Dakota, Hoa Kỳ. Năm 2010, dân số của xã này là 63 người.